# Våldsamt upplopp
Våldsamt upplopp är i svensk rätt ett brott som innebär att en grupp människor stör den allmänna ordningen och använder våld mot någon person eller egendom. Anstiftare eller anförare kan dömas till fängelse i upp till tio år medan övriga kan dömas till böter eller fängelse i upp till fyra år.
Brottet regleras i brottsbalkens sextonde kapitel, Om brott mot allmän ordning, § 2. För ansvar krävs inte att varje deltagare i gruppen utövat våld utan det räcker att man på något sätt har solidariserat sig med resten av gruppen. Bland jurister har man också debatterat hur man ska bedöma när en grupp människor "tillsammans och i samförstånd" har gjort något brottsligt.[källa behövs]
Vid det juridiska efterspelet till Göteborgskravallerna dömdes många människor för våldsamt upplopp. Omyndiga dömdes till samhällstjänst, vuxna i regel till fängelse. Det längsta straffet fick en 20-åring, 2 år och 6 månader. [källa behövs]Ett annat uppmärksammat fall av våldsamt upplopp är Priderättegången.